# Finimondo
Finimondo è un singolo della cantautrice italiana Myss Keta, pubblicato il 6 maggio 2022 come primo estratto dal terzo album in studio Club Topperia.

## Descrizione
La canzone, di genere tech-house, utilizza nel ritornello un campionamento del brano Il capello di Edoardo Vianello del 1961.

## Video musicale
Il videoclip, diretto da No Text Azienda, è stato reso disponibile il 12 maggio 2022 su YouTube.

## Tracce
Testi di Carlo Rossi, Dario Pigato, Edoardo Vianello, Gregory Taurone, Myss Keta, Stefano Riva, Walter Ferrari, musiche di Gregory Taurone, Edoardo Vianello, Stefano Riva.
1. Finimondo – 2:51

## Classifiche

### Classifiche settimanali
| Classifica (2022) | Posizione massima |
| ----------------- | ----------------- |
| Italia            | 7                 |

### Classifiche di fine anno
| Classifica (2022) | Posizione |
| ----------------- | --------- |
| Italia            | 44        |